# IOS 5
iOS 5 là phiên bản lớn thứ năm của iOS, hệ điều hành trên điện thoại di động của công ty Apple Inc.. iOS 5 được phát triển tiếp nối từ iOS 4. Phiên bản được công bố tại Hội nghị các nhà phát triển toàn cầu của hãng vào ngày 6 tháng 6 và được phát hành rộng rãi vào ngày 12 tháng 10 năm 2011. Bản kế tiếp của iOS 5 là iOS 6, phát hành ngày 19 tháng 9 năm 2012.

## Ứng dụng
- Tên của iPod thay đổi thành Music
- Reminders
- Newsstand
- Siri (4S trở lên)

## Lịch sử

### Giới thiệu và phát hành lần đầu
iOS 5 được giới thiệu tại Hội nghị phát triển toàn cầu của Apple vào ngày 6 tháng 6 năm 2011, với một bản thử nghiệm có sẵn cho các nhà phát triển vào cuối ngày hôm đó.
iOS 5 đã chính thức phát hành vào ngày 12 tháng 10 năm 2011.

### Cập nhật

#### 5.0.1
iOS 5.0.1 đã được phát hành vào ngày 10 tháng 11 năm 2011 là bản cập nhật đầu tiên cho iOS 5. Cập nhật bao gồm các bản sửa lỗi cho các sự cố liên quan đến pin.

#### 5.1
iOS 5.1 đã được phát hành vào ngày 8 tháng 3 năm 2012. Bản cập nhật bao gồm hỗ trợ tiếng Nhật cho Siri, ứng dụng Camera được thiết kế lại cho iPad, và sửa lỗi cho các vấn đề pin.

#### 5.1.1
iOS 5.1.1 đã được phát hành vào ngày 7 tháng 5 năm 2012. Bản cập nhật bao gồm các cải tiến độ tin cậy cho ảnh dải động cao, sửa lỗi Safari đồng bộ hoá bookmark, và sửa lỗi.

## Tính năng hệ thống

### Thông báo
Trong các phiên bản iOS trước, thông báo xuất hiện trên màn hình dưới dạng các hộp thoại, làm gián đoạn hoạt động hiện tại. Trong iOS 5, thông báo được cập nhật lại và hiển thị dưới dạng biểu ngữ tạm thời ở đầu màn hình. Thông báo gần đây cũng có thể được truy cập bằng cách kéo "Trung tâm thông báo" xuống từ đầu màn hình. Người dùng thích hệ thống thông báo cũ có thể giữ nó bằng cách chọn tùy chọn thích hợp trong trình đơn Cài đặt.

### iCloud
iOS 5 giới thiệu iCloud, dịch vụ lưu trữ đám mây của Apple. Dịch vụ mới cho phép người dùng đồng bộ hóa âm nhạc, hình ảnh, video và dữ liệu ứng dụng trên tất cả các thiết bị hỗ trợ iCloud của họ.

### Cập nhật không dây
iOS 5 cho phép cập nhật hệ thống không dây trên các thiết bị được hỗ trợ, nghĩa là máy tính và iTunes không cần phải cập nhật thiết bị. Cả hai việc kích hoạt của các thiết bị mới và cập nhật có thể được thực hiện không dây.

### Tích hợp Twitter
iOS 5 tích hợp tính năng sâu Twitter. Người dùng có thể đăng nhập vào Twitter trực tiếp từ trình đơn Cài đặt. Ảnh có thể được "tweet" trực tiếp từ ứng dụng Ảnh hoặc Máy quay và người dùng cũng có thể tweet từ ứng dụng Safari, YouTube, và Google Maps.

### Đa nhiệm
Khởi động cử chỉ đa nhiệm trên iPad với việc phát hành iOS 5. Thao tác đa nhiệm cho phép người dùng di chuyển giữa các ứng dụng mà không cần nhấn đúp vào nút Home hoặc trước tiên vào màn hình chính. Các cử chỉ đa nhiệm chỉ có trên iPad 2.

### Bàn phím
Bàn phím iPad có thể được tháo dỡ từ dưới cùng của màn hình, và có thể được chia thành hai bàn phím nửa.

## Tính năng ứng dụng

### Ảnh và Máy ảnh
Phiên bản iOS 5 đầu tiên cho phép ứng dụng Camera dễ dàng truy cập từ màn hình khóa lần đầu tiên. Người dùng nhấp đúp vào nút Home, một biểu tượng máy ảnh sẽ xuất hiện bên cạnh tin nhắn "Trượt để mở khóa" và người dùng sẽ nhấp vào nó để truy cập trực tiếp vào máy ảnh. Bản cập nhật iOS 5.1 đã sắp xếp hợp lý quá trình này, làm giảm quy trình kích đúp vào nút chính, nhưng yêu cầu người dùng vuốt lên biểu tượng máy ảnh Vì mục đích bảo mật khi thiết bị bị khóa bằng mật mã, phương pháp truy cập camera này chỉ cho phép truy cập vào ứng dụng Camera và không có các tính năng khác của thiết bị
Nhấn nút volume-up cho phép người dùng chụp ảnh.

### Nhắn tin
iMessage, một dịch vụ nhắn tin mới được xây dựng trong ứng dụng tin nhắn, cho phép bất kỳ ai có thiết bị iOS 5 gửi cả tin nhắn cơ bản và đa phương tiện đến bất kỳ ai khác bằng thiết bị iOS 5 tương thích. Ngược lại với SMS, tin nhắn được gửi qua iMessage sử dụng Internet chứ không phải là nhắn tin di động thông thường, nhưng cũng trái ngược với SMS thông thường, thiết bị Android và BlackBerry không tương thích với dịch vụ. iMessages được đồng bộ hóa qua các thiết bị của người dùng và được mã hoá màu xanh, với SMS thông thường bằng màu xanh lá cây.

### Mail
Ứng dụng iOS Mail bao gồm định dạng văn bản phong phú, kiểm soát thụt lề tốt hơn, gắn cờ các tin nhắn, và khả năng kéo địa chỉ giữa dòng To, CC, và BCC.

### Nhắc nhở
Nhắc nhở cho phép người dùng tạo danh sách các nhiệm vụ với các cảnh báo có thể dựa trên ngày hoặc dựa trên vị trí.

### Newsstand
Newsstand không hoạt động như một ứng dụng gốc, mà là một thư mục đặc biệt. Khi được chọn, nó hiển thị các biểu tượng cho tất cả các tạp chí định kỳ mà người dùng đã đăng ký, chẳng hạn như báo và tạp chí. Các sự cố mới được tải xuống tự động.

### Âm nhạc và Video
Trên iPhone, ứng dụng iPod đã được thay thế bằng các ứng dụng Âm nhạc và Video riêng biệt.

## Vấn đề

### Vấn đề nâng cấp ban đầu
Việc phát hành iOS 5 vào tháng 10 năm 2011 cho thấy các vấn đề nâng cấp đáng kể, ngoài ra xảy ra lỗi trong quá trình cài đặt và quá tải của máy chủ Apple.

### Tuổi thọ pin của iPhone 4S
Theo những khiếu nại của người dùng, Apple chính thức xác nhận rằng bản cập nhật iOS 5 đã ảnh hưởng tiêu cực đến tuổi thọ pin của một số người dùng iPhone 4S và tuyên bố rằng bản cập nhật phần mềm sắp tới sẽ khắc phục được vấn đề này. Bản cập nhật iOS 5.0.1 cập nhật lỗi cố định liên quan đến vấn đề pin.

### Kết nối Wi-Fi giảm
Vào tháng 11 năm 2011, Engadget báo cáo rằng bản cập nhật iOS 5 đã giảm kết nối Wi-Fi cho một số người dùng. Bản báo cáo cũng viết rằng "Bản cập nhật iOS 5.0.1 gần đây chắc chắn đã không cố định vấn đề", và đặt câu hỏi liệu các sự kiện này có liên quan không hoặc một phần của một vấn đề lớn hơn
.

### Lỗi thẻ SIM
Một số người dùng của iPhone 4S đã báo cáo sự cố với thẻ SIM trong iOS 5, khi phần mềm đưa ra thông báo lỗi về "Thẻ SIM không hợp lệ" và "Lỗi SIM". Apple released a second software build of the 5.0.1 update designed to fix SIM card issues.

### Tiếng dội lại khi gọi điện
Một số người dùng iPhone 4S đã báo cáo sự xuất hiện ngẫu nhiên các tiếng vang trong các cuộc gọi điện thoại được thực hiện với tai nghe trong phiên bản iOS 5 ban đầu. Bên kia trong cuộc gọi đôi khi không thể nghe được cuộc trò chuyện do vấn đề này.

## Thiết bị hỗ trợ
Với việc phát hành này, Apple đã bỏ hỗ trợ cho các thiết bị cũ, cụ thể là iPhone 3G và iPod Touch thế hệ thứ hai.
| - iPhone 3GS - iPhone 4 - iPhone 4S | - iPod Touch (3rd generation) - iPod Touch (4th generation) | - iPad (Thế hệ thứ nhất) - iPad 2 - iPad (thế hệ thứ 3) | - Apple TV (Thế hệ thứ 2) - Apple TV (thế hệ thứ 3) |  |